# Aurai
Aurai nebo Aurae jsou v řecké mytologii okřídlené nymfy vánku, dcery Boreá boha severního větru, Zefyra boha mírného západního větru, nebo Nota boha jižního větru.